# Нингуно, Сентро де Реадаптасион Сосијал де Атлачолоаја (Сочитепек)
Нингуно, Сентро де Реадаптасион Сосијал де Атлачолоаја (шп. Ninguno, Centro de Readaptación Social de Atlacholoaya) насеље је у Мексику у савезној држави Морелос у општини Сочитепек. Насеље се налази на надморској висини од 1084 м.

## Становништво
Према подацима из 2010. године у насељу је живело 2487 становника.

### Хронологија
| Година       | 2005 | 2010 |
| ------------ | ---- | ---- |
| Становништво | 2825 | 2487 |

### Попис
| # | Индикатор                     | Вредност |
| - | ----------------------------- | -------- |
| 1 | Укупно домаћинстава           | 2        |
| 2 | Укупно насељених домаћинстава | 2        |
| 3 | Величина локације             | 4        |